# Tín Trường Tinh
Tín Trường Tinh (tiếng Trung: 信长星, bính âm: Xìn Zhǎng Xīng, tiếng Latinh: Xin Zhangxing, sinh tháng 12 năm 1963, người Hán) là chính trị gia nước Cộng hòa Nhân dân Trung Hoa. Ông là Ủy viên Ủy ban Trung ương Đảng Cộng sản Trung Quốc khóa XX, Ủy viên dự khuyết khóa XIX, hiện là Bí thư Tỉnh ủy Giang Tô. Ông từng giữ hai chức vụ lãnh đạo cao nhất của tỉnh Thanh Hải là Bí thư Tỉnh ủy, và Tỉnh trưởng Thanh Hải; từng giữ các chức vụ cấp phó tỉnh, bộ như Phó Bí thư chuyên chức Tỉnh ủy An Huy, Thành viên Đảng tổ, Phó Bộ trưởng Bộ Tài nguyên nhân lực và Bảo đảm xã hội, Cục trưởng Cục Công vụ viên Trung Quốc.
Tín Trường Tinh là đảng viên Đảng Cộng sản Trung Quốc, học vị Thạc sĩ Kinh tế chính trị. Ông có sự nghiệp xuất phát điểm và hơn 25 năm công tác ở cơ quan chuyên môn của Quốc vụ viện trước khi được điều về địa phương.

## Xuất thân và giáo dục
Tín Trường Tinh sinh tháng 12 năm 1963 tại huyện Huệ Dân, thuộc địa cấp thị Tân Châu, tỉnh Sơn Đông. Năm 1979, ông bắt đầu nhập học Đại học Sư phạm Khúc Phụ (曲阜师范大学), tại huyện cấp thị Khúc Phụ, địa cấp thị Tế Ninh, quê nhà Sơn Đông. Ông theo học hệ chính trị, chuyên ngành giáo dục chính trị. Tháng 7 năm 1983, ông tốt nghiệp Cử nhân Chính trị. Giai đoạn tháng 9 năm 1983 đến tháng 7 năm 1986, ông theo học cao học hệ chính trị, chuyên ngành kinh tế chính trị học tại Đại học Sư phạm Hoa Trung, ở thành phố Vũ Hán, thủ phủ tỉnh Hồ Bắc. Ông tốt nghiệp Thạc sĩ Kinh tế chính trị học. Cùng thời gian này, ông được kết nạp Đảng Cộng sản Trung Quốc. Tháng 3 năm 2007, ông tham gia khóa đào tạo cán bộ trung niên, thanh niên tại Trường Đảng Trung ương Đảng Cộng sản Trung Quốc cho đến tháng 1 năm 2008.

## Sự nghiệp

### Bộ Lao động
Sau khi tốt nghiệp thạc sĩ, Tín Trường Tinh bắt đầu sự nghiệp công tác cơ quan nhà nước. Tháng 7 năm 1986, ông được tuyển dụng công vụ viên làm việc ở Bộ Nhân sự lao động, nhân viên Sở Khoa học lao động. Từ tháng 6 năm 1988 đến tháng 1 năm 1989, ông là trợ lý Nghiên cứu viên của Sở Khoa học lao động. Tháng 1 năm 1989, Tín Trường Tinh được bổ nhiệm làm Phó Chủ nhiệm Văn phòng Nghiên cứu tiền lương của Sở Khoa học lao động. Ông được điều chuyển sang làm Phó Chủ nhiệm Văn phòng Nghiên cứu tổng hợp vào tháng 1 năm 1991. Giai đoạn tháng 2 năm 1992 đến tháng 2 năm 1993, ông kiêm nhiệm Phó Xứ trưởng Xứ Lao động của Công ty Gang thép Thái Nguyên, công ty nhà nước. Từ tháng 2 năm 1993 đến tháng 1 năm 1994, ông giữ vị trí Phó Xứ trưởng Xứ Tổng hợp, thuộc Ty Chính sách quy định, Bộ Lao động Trung Hoa. Ông được nâng lên thành Xứ trưởng Xứ Cải thể của Ty Chính sách quy định, công tác từ năm 1994 đến 1997.
Tháng 2 năm 1997, ông được bổ nhiệm làm Phó Ty tưởng Ty Chính sách quy định của Bộ Lao động, đây là một chức vụ cấp hàm Phó Sảnh – Phó Địa trong hệ công vụ viên. Thời gian này, Bộ Lao động chuyển thể thành Bộ Lao động và An sinh xã hội, ông giữ chức vụ Phó Chủ nhiệm Văn phòng Bộ. Tháng 3 năm 1999, ông là Phó Ty tưởng Ty Bồi dưỡng việc làm và trở thành Ty trưởng giai đoạn 2001 – 2002. Từ tháng 3 năm 2002 đến tháng 3 năm 2006, ông giữ chức Chủ nhiệm Văn phòng Bộ Lao động và An sinh xã hội. Giai đoạn tháng 2 năm 2004 đến tháng 1 năm 2006, ông tạm quyền được điều về Thiểm Tây, kiêm nhiệm Thường vụ Thành ủy, Phó Thị trưởng Chính phủ Nhân dân thành phố Tây An. Năm 2006 – 2008, ông lại công tác là Chủ nhiệm Văn phòng Bộ. Tháng 7 năm 2008, ông được bổ nhiệm làm Ủy viên Đảng ủy, Phó Cục trưởng Cục Công vụ viên Quốc gia. Tháng 9 năm 2010, ông được Tổng lý Quốc vụ viện bổ nhiệm làm Ủy viên Đảng ủy, Phó Bộ trưởng Bộ Lao động và An sinh xã hội. Giai đoạn 2010 cho đến tháng 9 năm 2016, ông giữ chức Phó Bộ trưởng Bộ Lao động kiêm nhiệm Cục trưởng Cục Công vụ viên Quốc gia.

### An Huy
Tháng 9 năm 2016, Tín Trường Tinh được điều chuyển về tỉnh An Huy, giữ chức Thường vụ Tỉnh ủy, Phó Bí thư Tỉnh ủy tỉnh An Huy. Tháng 11, ông kiêm nhiệm thêm vị trí Hiệu trưởng Trường Đảng Tỉnh ủy An Huy, rồi kiêm nhiệm thêm vị trí Hiệu trưởng Học viện Hành chính tỉnh An Huy. Vào tháng 10 năm 2017, ông được bầu làm Ủy viên dự khuyết Ủy ban Trung ương Đảng Cộng sản Trung Quốc khóa XIX tại Đại hội Đảng Cộng sản Trung Quốc lần thứ XIX.

### Thanh Hải, Giang Tô
Tháng 7 năm 2020, ông thôi chức Phó Bí thư Tỉnh ủy tỉnh An Huy, được điều chuyển tới tỉnh Thanh Hải, bổ nhiệm làm Thường vụ Tỉnh ủy, Phó Bí thư Tỉnh ủy tỉnh Thanh Hải, Bí thư Đảng tổ Chính phủ tỉnh Thanh Hải. Ngày 01 tháng 8 năm 2020, tại Hội nghị Nhân Đại Thanh Hải, Tín Trường Tinh được bầu làm Phó Tỉnh trưởng Chính phủ Nhân dân tỉnh Thanh Hải, vị trí Quyền Tỉnh trưởng Chính phủ Nhân dân tỉnh Thanh Hải, tức thủ trưởng hành chính tỉnh Thanh Hải, chuẩn bị cho bổ nhiệm chính thức. Đến ngày 26 tháng 8, ông được Nhân Đại phê chuẩn chức vụ Tỉnh trưởng Thanh Hải. Ngày 29 tháng 3 năm 2022, ông được Bộ Chính trị bổ nhiệm làm Bí thư Tỉnh ủy Thanh Hải, kế nhiệm Vương Kiến Quân, chính thức lãnh đạo toàn diện Thanh Hải. Cuối năm 2022, ông tham gia Đại hội Đảng Cộng sản Trung Quốc lần thứ XX từ đoàn đại biểu Thanh Hải. Trong quá trình bầu cử tại đại hội, ông được bầu là Ủy viên Ủy ban Trung ương Đảng Cộng sản Trung Quốc khóa XX.
Ngày 3 tháng 1 năm 2023, Tín Trường Tinh được miễn nhiệm vị trí lãnh đạo Thanh Hải, được kế nhiệm bởi Trần Cương, đồng thời được điều tới Giang Tô, bổ nhiệm làm Bí thư Tỉnh ủy Giang Tô, lãnh đạo toàn diện tỉnh kế nhiệm Ngô Chính Long.